# ابن هبل
ابن هَبَل (515 هـ = 1122 م - 610 هـ = 1213 م) هو علي بن أحمد بن علي بن عبد المنعم، أبو الحسن، المهذَّب. كان من أطباء وعلماء بغداد، وأقام في الموصل ثم في خلاط، ورحل إلى ماردين ثم عاد إلى الموصل.
اشتُهِر بشكل أساسي بسبب كتاباته الطبية-في مجال الأدوية خاصة- والمجموعة في "كتاب المختارات في الطب"، و الذي تم كتابته في الموصل (و التي تقع شمال العراق) عام 1165 ميلادية، و ذلك في المدينة التي قضَّى فيها العالم ابن هبل معظم فترات حياته، هذه الموسوعة الطبية اعتمدت بشكل رئيسي على كتاب القانون لابن سينا حيث نسخت عدة فقرات منه حرفياً.
الفصول المتعلقة بالكلى وأحجار المثانة طوّرت وترجمت للفرنسية من قبل (بي دي كويننج) في كتاب
- (Traité sur le calcul dans les reins et dans la vessie (1896

الفصول الأخرى ترجمت بواسطة (دوروثي تايس) في كتاب:
- Lehren der arabischen Mediziner Tabari und Ibn Hubal über Herz, Lunge, Gallenblase und Milz 1968.